# Buonconvento
Buonconvento é uma comuna italiana da região da Toscana, província de Siena, com cerca de 3.153 habitantes. Estende-se por uma área de 64 km², tendo uma densidade populacional de 49 hab/km². Faz fronteira com Asciano, Montalcino, Monteroni d'Arbia, Murlo, San Giovanni d'Asso.
Pertence à rede das Aldeias mais bonitas de Itália.

## Demografia
| Variação demográfica do município entre 1861 e 2011                               |
|                                                                                   |
| Fonte: Istituto Nazionale di Statistica (ISTAT) - Elaboração gráfica da Wikipedia |